# Schloss Bielau

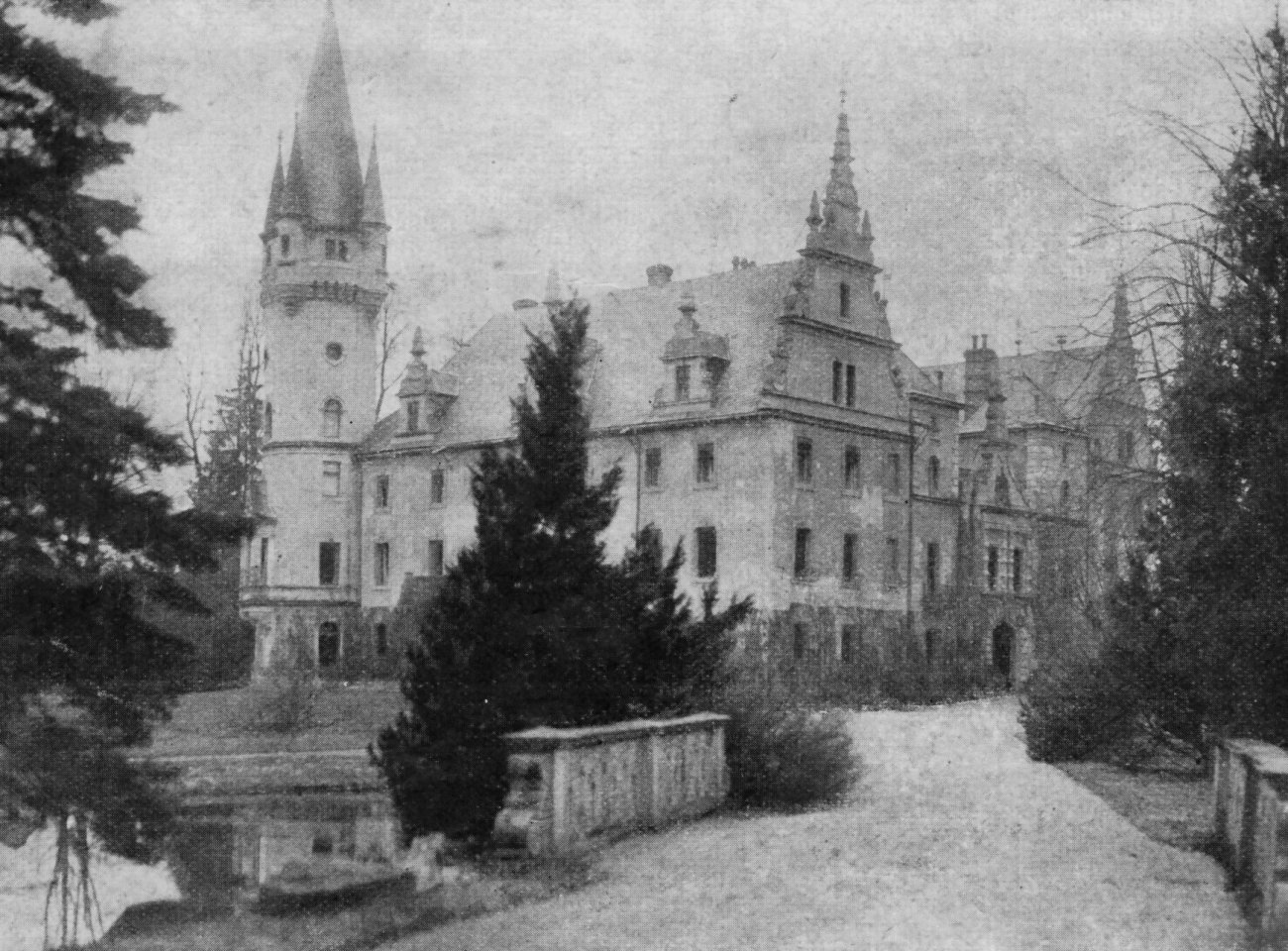
Schloss Bielau um 1930

Burg Bielauschlossen (polnisch Pałac Biała Nyska) ist die Ruine eines Schlosses in Biała Nyska (Bielau bei Neisse) Powiat Nyski (Kreis Neisse) der Woiwodschaft Opole.

## Geschichte
Ein Burgwall ist für 1258 belegt. Eine von Bolko I. von Oppeln errichtete Burg wurde 1296 zerstört. Eine neue Burg an derselben Stelle wurde im 16. Jahrhundert erbaut. Im 19. Jahrhundert wurde diese Burg umfassend zu einem Schloss umgebaut. Seit 1945 ist das Ensemble eine Ruine.